# July Morning

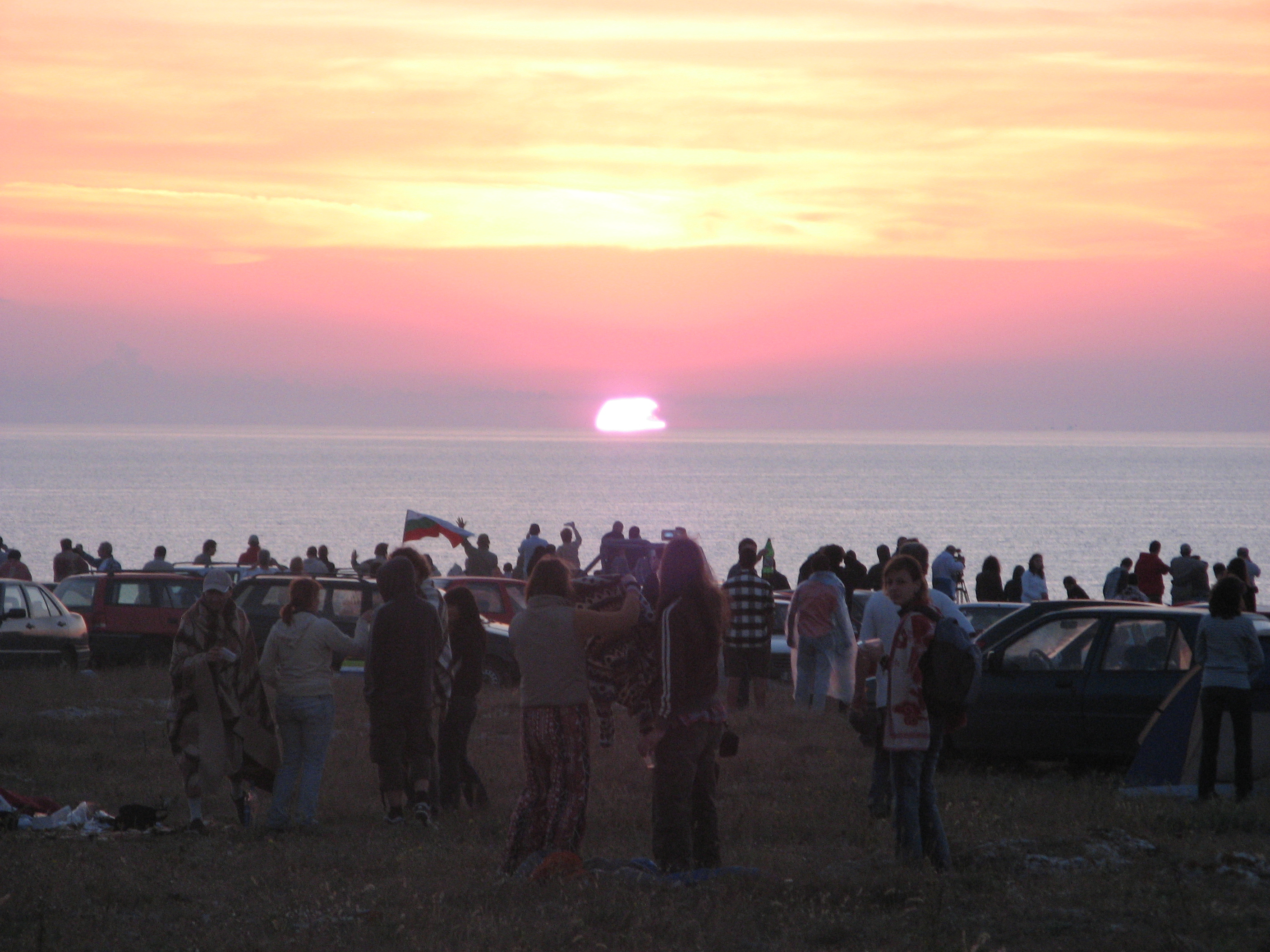
1 juli 2007 vid Kamen Bryag med John Lawton

July morning (Dzjulaj) är en årlig musikfestival i Bulgarien som uppstod i mitten av 1980-talet som en reaktion mot kommunismen och den existerar fortfarande. 30 juni åker man österut till Svarta havet för att vänta tills de första solstrålarna visar sig över havet nästa morgon.Festen är uppkallad efter Uriah Heeps sång från 1971 July Morning.
Festen var i sitt ursprung förknippad med hippietraditionen. Den var en protest mot kommunismens inskränkningar. Folk samlades på stranden för att uppleva ögonblick av frihet och rening inför solen. Detta är tydligt uttryckt i själva sången 'July Morning' som är symbol för all den förbjudna musiken under kommunismen.
Under de sista åren har festen fått ännu större tyngd med konserter som organiseras vid havskusten. 2007 kom Uriah Heeps före detta sångare John Lawton till havsbyn Kamen Bryag för att för första gången presentera sången i original. År 2008 såg man bandets keybordspelare Ken Hensley som var den som skrev sången. John Lawton återvände 2009 och man lyssnade på 'July Morning' en gång till vid havet i väntan på de första strålarna.